# Mandarín zhongyuan
El Mandarín Zhongyuan o mandarían de las llanuras centrales (en chino tradicional, 中原官話; en chino simplificado, 中原官话; pinyin, zhōngyuán guānhuà) es una variedad dialectal del chino mandarín hablado en la parte central de Shaanxi, Henan, y la parte sur de Shandong.
El dialecto arcaico de la Ópera de Pekín es una forma de mandarín zhongyuan.
Entre los chinos musulmanes (hui) se empleó una variante extendida del alfabeto árabe llamada xiao'erjing que usaba este dialecto.

## Subdialectos
- Dialecto de Guanzhong (关中话)
- Dialecto de Henan (河南话), Provincia de Henan
- Dialecto de Luoyang
- Dialecto de Gangou, Qinghai – influido por el idioma monguor
- Idioma dungan, Rusia